# Mubarizun
Los Mubarizun (en árabe: مبارزون‎, "duelistas" o "campeones") formaban una unidad especial del ejército Rashidun durante las conquistas musulmanas del siglo VII. Los Mubarizun eran una parte reconocida del ejército musulmán con el propósito de enfrentarse a los campeones enemigos en combate individual. En las guerras árabes preislámicas, bizantinas y sasánidas, las batallas generalmente comenzaban con duelos entre los guerreros campeones de los ejércitos opuestos.
El ejército musulmán normalmente comenzaba la batalla con sus soldados primero poniéndose las armaduras, reuniendo sus unidades en sus posiciones y finalmente enviando a los Mubarizun. Los luchadores Mubarizun recibían instrucciones de abstenerse de perseguir a los campeones enemigos derrotados hasta más allá de dos tercios del camino hasta las líneas enemigas para evitar el riesgo de quedar aislados. Tras la conclusión de la fase de duelo, el ejército lanzaba su avance general. 

## Lista de Mubarizun notables
- Ali ibn Abi Talib
- Jálid ibn al-Walid
- Dhiraar bin Al-Azwar
- Al-Qa'qa'a ibn Amr at-Tamimi
- Asim ibn 'Amr al-Tamimi
- Abd al-Rahman ibn Abu Bakr (Hijo del califa Abu Bakr )